# Vozvrashchenie v 'A'
Vozvrashchenie v 'A' é um filme de drama cazaque de 2011 dirigido e escrito por Egor Konchalovsky. Foi selecionado como representante do Cazaquistão à edição do Oscar 2012, organizada pela Academia de Artes e Ciências Cinematográficas.

## Elenco
- Farkhad Abdraimov
- Nurullo Abdullayev
- Daniyar Ahmetov